# Леска, Шарль
Ка́рлос Ипо́лито Сарале́ги Леска́, Ша́рль Леска́ (исп. Carlos Hipolito Saralegui Lesca; 19 февраля 1887, Буэнос-Айрес, Аргентина — 1948, Аргентина) — франко-аргентинский праворадикальный журналист и издатель. К началу Второй мировой войны учился во Франции. После капитуляции Парижа начал сотрудничать с режимом Виши, писал в коллаборационистской газете Je suis partout, главным редактором которой в то время был Робер Бразийак.

## Биография
Карлос Иполито Саралеги Леска родился в семье баскских эмигрантов в Буэнос-Айресе. С началом Первой мировой войны вступил добровольцем во французскую армию. Там Леска познакомился с лидером монархического движения «Аксьон франсез» (AF) Шарлем Моррасом. Вступив в AF, какое-то время был главным редактором «Je suis partout». В годы Второй мировой войны поддерживал генерала Петена, активно сотрудничал с нацистами, член центрального комитета «Легиона французских добровольцев против большевизма». Несмотря на противодействие Морраса, Леска издает «Je suis partout» в немецкой зоне оккупации. В 1941 издал антисемитскую книгу «Quand Israël se venge».
После освобождения Парижа бежал в Германию, позже выехал во франкистскую Испанию. В 1946 через Уругвай перебрался в Аргентину Хуана Перона. Был одним из первых бежавших из Европы европейских фашистских преступников с помощью французского кардинала Эжена Тиссерана и аргентинского кардинала Антонио Каджиано. В Аргентине Леска организовал «крысиную тропу», помогал нацистским преступникам скрываться от правосудия. Так, именно Шарль Леска помог Пьеру Дайе — бельгийцу со связями в испанском правительстве — найти убежище в Аргентине.
Леска был приговорён к смертной казни в мае 1947 Верховным судом Франции, но, несмотря на запросы выдачи из Парижа, так никогда и не был выдан. Умер в Аргентине в 1948.